# Hrachor hrachovitý
Hrachor hrachovitý (Lathyrus pisiformis) je červenofialově kvetoucí popínavá rostlina, jeden z nejvzácnějších druhů rodu hrachor rostoucích na území České republiky.

## Rozšíření
Tento druh hrachoru roste v České republice na západní hranici svého rozšíření, vyskytuje se převážně ve východní Evropě až po pohoří Ural a Kavkaz. Za Uralem pak pokračuje v západní Sibiři až ku jezeru Bajkal po severních okrajích Kazachstánu, Číny a Mongolska. V převážné většině zemí kde roste je vzácnou rostlinou, výjimkou jsou některé oblasti západního Ruska kde je dokonce využíván jako pícnina.
V ČR se ani v minulosti nevyskytoval hojně, jsou známa jeho tradiční stanoviště ve středních Čechách v okolí Slaného, Mšené-lázně a Dymokur, na Moravě nebyl nikdy zaznamenán. Hlavním biotopem bývají teplomilné doubravy rostlinných společenstvech řádu Quercetalia pubescentis, kde nejčastěji roste v mochnových doubravách asociace Potentillo albae-Quercetum.

## Popis
Vytrvalá rostlina s popínavou lodyhou dosahující délky 50 až 100 cm. Lysá, hranatá, dvoukřídlá, rýhovaná lodyha vyrůstá z krátkého tlustého oddenku a je porostlá listy se 3 až 5 páry téměř přisedlých, podlouhlých, lysých elipsovitých lístků dlouhých až 60 a širokých do 30 mm. Palisty jsou téměř tak veliké jako lístky, bývají 5 cm dlouhé a 2 cm široké, na líci jsou zelené a na rubu šedé. Osy listů jsou zakončeny rozvětveným úponkem.
Pětičetné květ se stopkami i 5 mm dlouhými jsou sestaveny po 5 až 14 do hroznovitého květenství které má stopku dlouhou 5 až 10 mm. Šikmo odstávající oboupohlavné květy mají krátký trubkovitý kalich šikmo zvonkovitý, namodralý, lysý a jeho trojúhelníkovité lístky jsou nestejně dlouhé. Koruna bývá 10 až 15 mm dlouhá, její pavéza s tmavými skvrnami je obvejčitá, kopinatá křídla mají tupá ouška a člunek je ohnutý téměř v pravém úhlu.
Květy rozkvétají na přelomu května a června, opylovány jsou hmyzem. V červenci a srpnu dozrávají plody, což jsou krátce chlupaté podlouhlé lusky, o délce 50 až 55 mm a šířce 5 až 6 mm, které obsahují průměrně po 8 hladkých, kulatých nebo sférických semenech. Ta mívají v průměru až 3 mm a bývají tmavě hnědá, olivově zelená nebo světlá s tmavou kresbou. Tento kryptofyt se rozšiřuje převážně semeny která mají dlouhou dobu dormance. Ploidie 2n = 14.

## Ohrožení
Populace hrachoru hrachovitého nacházející se na území ČR jsou velmi slabé a stále se snižují. Předpokládá se, že celkový stav rostlin nepřesahuje počet 100 ks a z toho pravidelně kvete a vytváří semena jen několik jedinců. Patří proto mezi kriticky ohrožené druhy (C1r), do stejné kategorie je zařazen a následně chráněn i zákonem (§1). Mezi kriticky ohrožené druhy patří i na Slovensku.